# Jules-Alexandre Grün

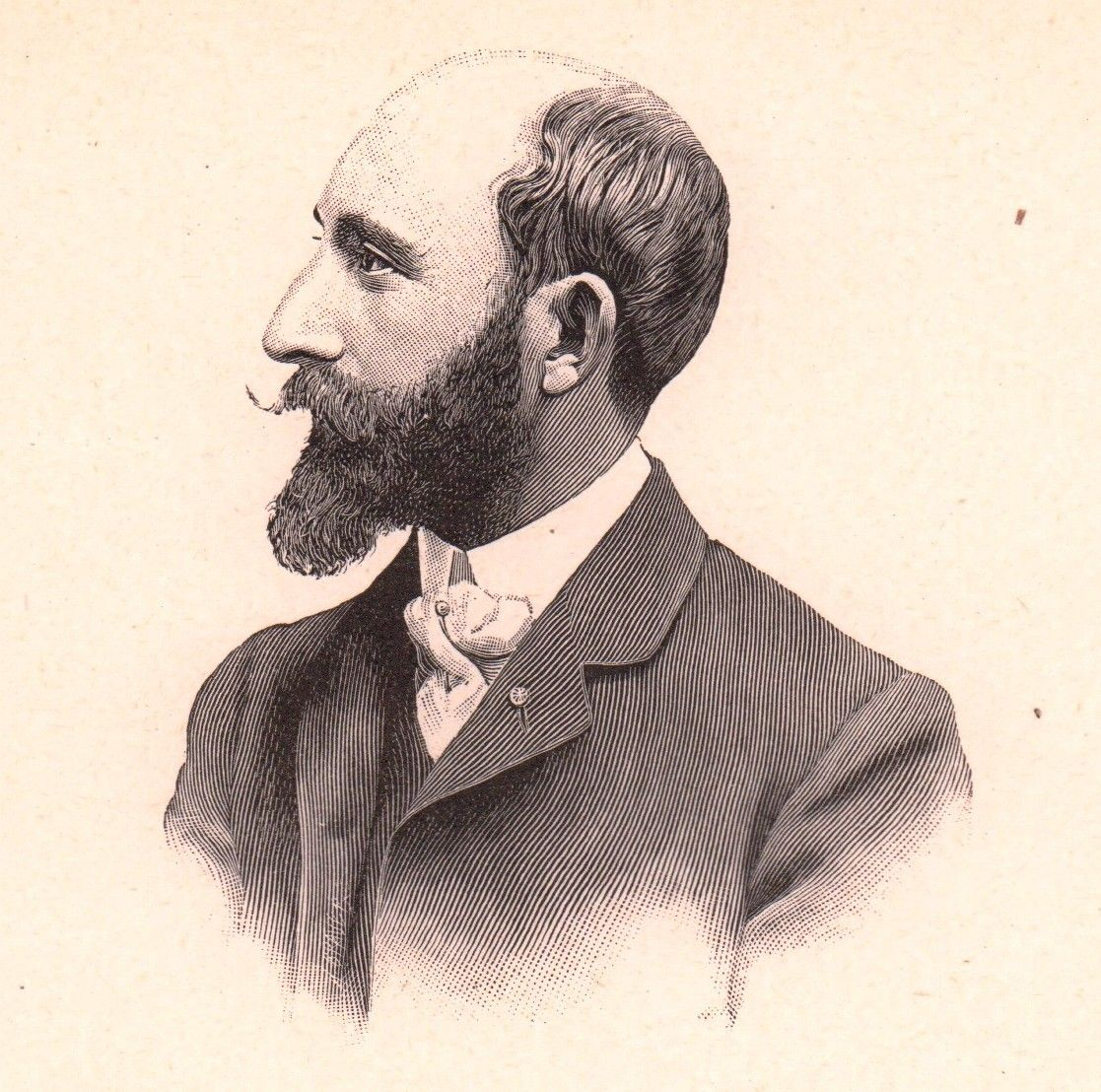
Jules Alexandre Grün

Jules-Alexandre Grün (* 25. Mai 1868 in Paris; † 15. Februar 1938 ebenda) war ein französischer Maler, Grafiker und Lithograf. Er wird als letzter großer Künstler der Belle Époque bezeichnet.

## Leben
Jules-Alexandre Grün war ein Schüler des berühmten Theater-Dekorateurs der Pariser Oper, Jean-Baptiste Lavastre, und des Landschaftsmalers und langjährigen Jury-Mitglieds des Pariser Salons, Antoine Guillemet. Grüns bevorzugte Themen waren Stillleben, Porträts und Szenen aus dem Pariser Leben. Neben Jules Chéret machte sich Jules-Alexandre Grün als Plakatmaler und Illustrator einen Namen. Sein gesamtes künstlerisches Werk umfasst etwa 2.000 Plakate, die er in ungefähr vierzig Jahren geschaffen hatte.
Jules-Alexandre Grün starb an den Folgen der Parkinson-Krankheit und wurde auf dem Friedhof Père-Lachaise bestattet.

## Auszeichnungen
- Ritter de Légion d'honneur
- Träger des Pour le Mérite

## Werke (Auswahl)

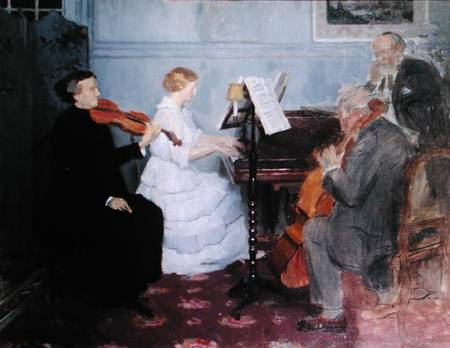
Concert de musique de chambre, Öl auf Leinwand, 1885/90
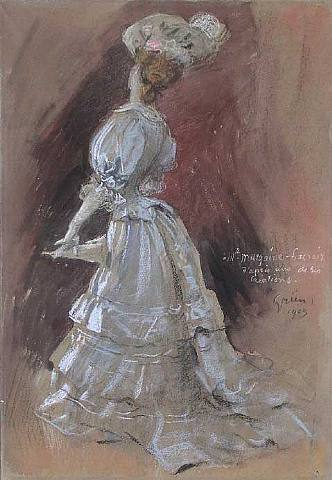
Une dame élégante avec un parasol, Pastellzeichnung, 1905
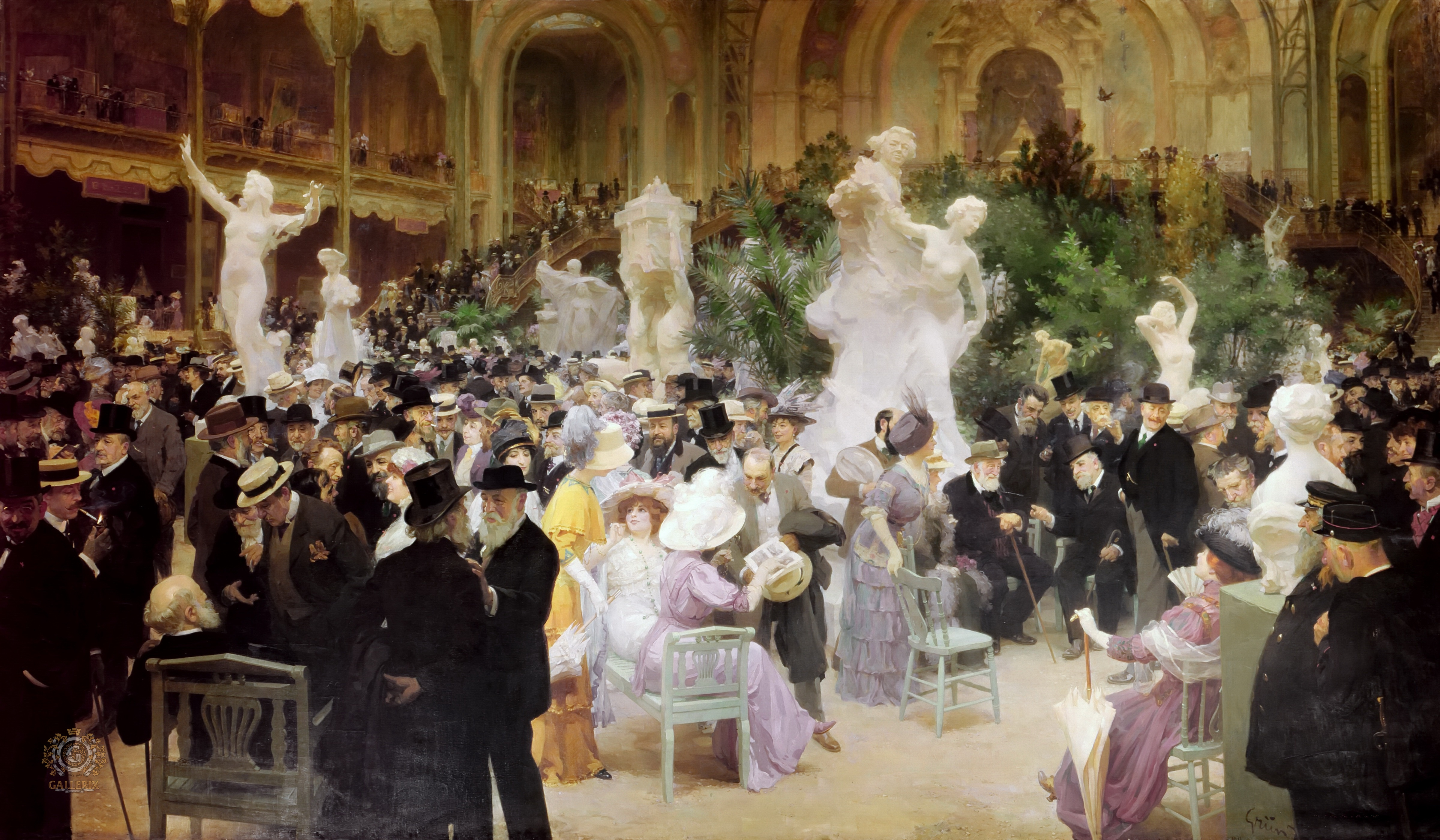
Un vendredi au Salon des Artistes français, Öl auf Leinwand, 1911
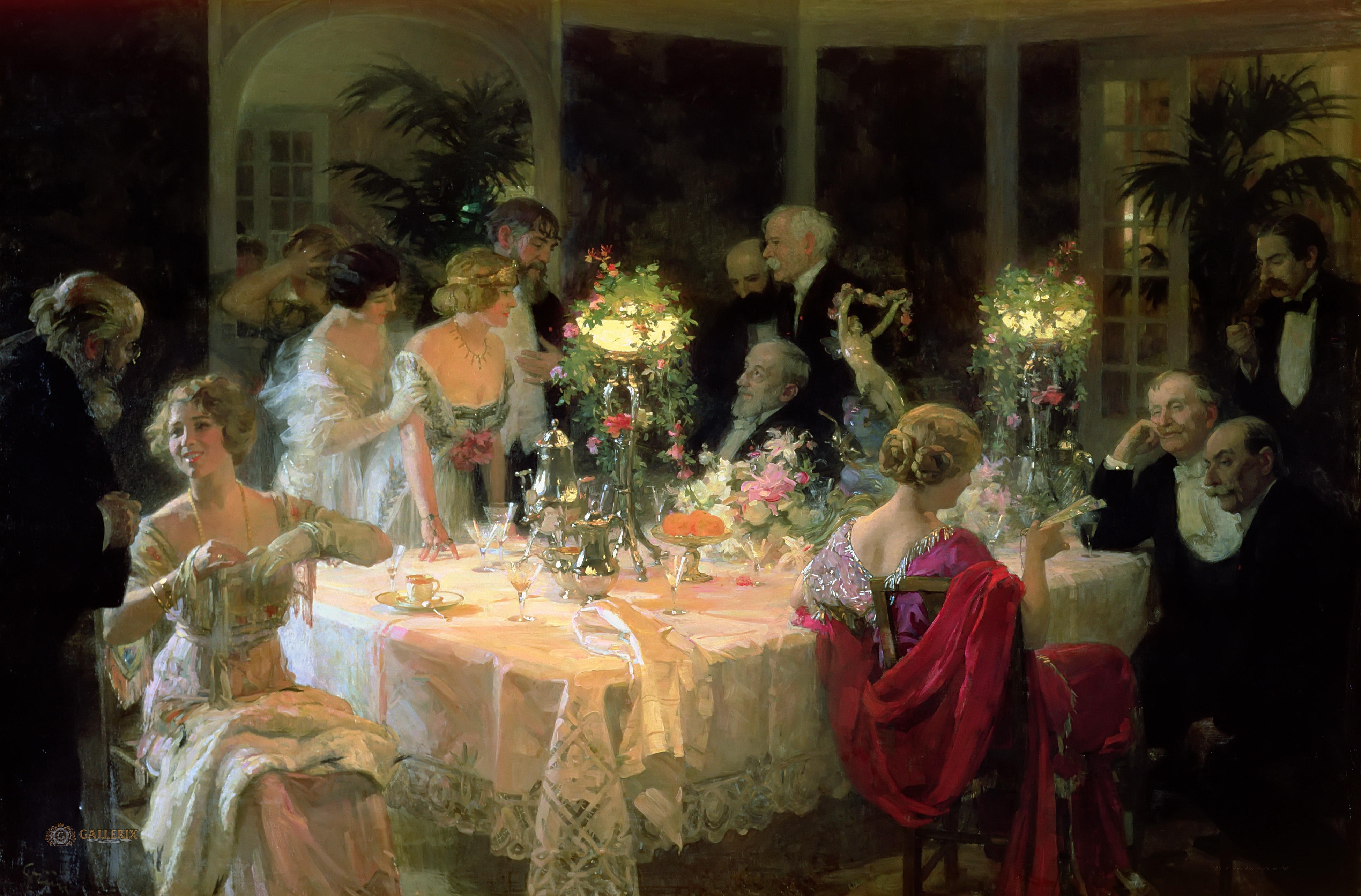
Fin de souper, Öl auf Leinwand, 1913
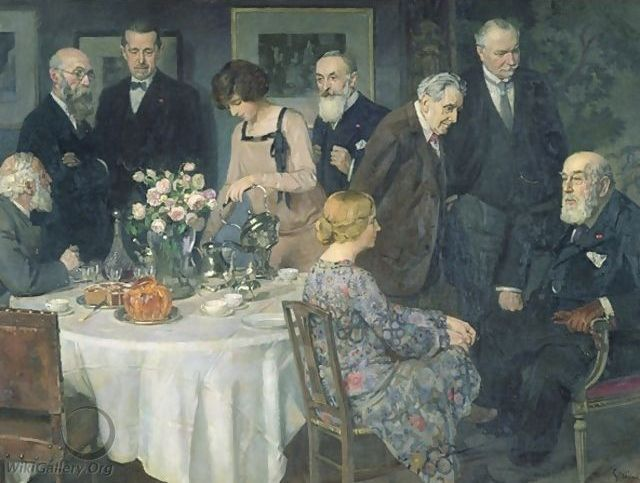
Un groupe d'artistes, Öl auf Leinwand, 1929
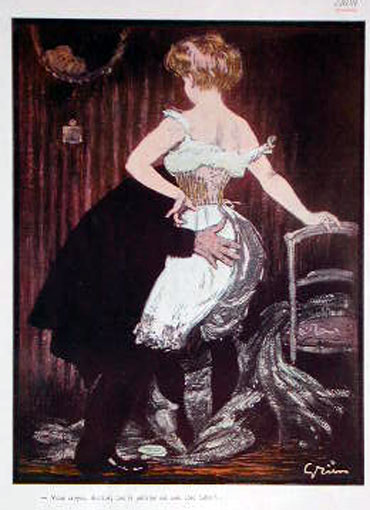
Sous-vêtements féminins, Plakat, 1900
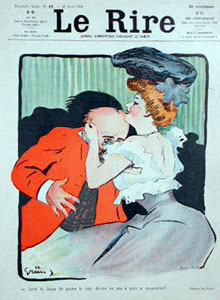
Le Rire Embrace, Plakat, 1900
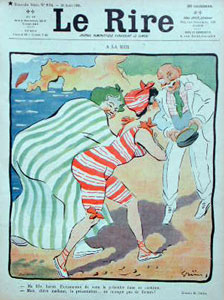
Le Rire A la Mer, Plakat, 1900
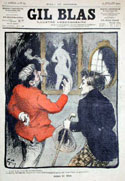
Gil Blas Artistes Studio, Plakat, 1900
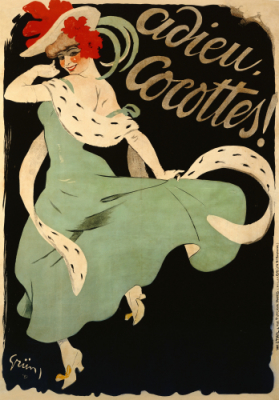
Adieu, Cocottes, Plakat, 1903